# Сезон ФК «Дніпро» (Дніпропетровськ) 1993—1994
Сезон ФК «Дніпро» (Дніпропетровськ) 1993—1994 — 3-ий сезон футбольного клубу «Дніпро» у футбольних змаганнях України. 

## Склад команди[1]
| № | Поз. | Нац.    | Гравець           |
| - | ---- | ------- | ----------------- |
|   | ВР   | Україна | Микола Медін      |
|   | ЗХ   | Україна | Сергій Беженар    |
|   | ЗХ   | Україна | Олег Головір      |
|   | ЗХ   | Україна | Володимир Горілий |
|   | ЗХ   | Україна | Сергій Дірявка    |
|   | ЗХ   | Україна | Сергій Чорний     |
|   | ЗХ   | Україна | Олег Чухлєба      |
|   | ЗХ   | Україна | Дмитро Яковенко   |
|   | ПЗ   | Росія   | Олександр Захаров |

| № | Поз. | Нац.    | Гравець           |
| - | ---- | ------- | ----------------- |
|   | ПЗ   | Україна | Сергій Коновалов  |
|   | ПЗ   | Україна | Юрій Максимов     |
|   | ПЗ   | Україна | Дмитро Михайленко |
|   | ПЗ   | Україна | Андрій Петров     |
|   | ПЗ   | Україна | Андрій Полунін    |
|   | ПЗ   | Україна | Євген Похлебаєв   |
|   | НП   | Україна | Сергій Думенко    |
|   | НП   | Україна | Андрій Котюк      |
|   | НП   | Україна | Геннадій Мороз    |

## Чемпіонат України

### Календар чемпіонату України
| Тур | Команда               | Рахунок     | Тур | Команда                | Рахунок     | Тур | Команда               | Рахунок     |
| --- | --------------------- | ----------- | --- | ---------------------- | ----------- | --- | --------------------- | ----------- |
| 1   | «Металіст»            | 1:1Протокол | 13  | «Таврія»               | 1:0Протокол | 23  | «Нива» (Тернопіль)    | 2:2Протокол |
| 2   | «Динамо»              | 2:3Протокол | 14  | «Кремінь»              | 2:1Протокол | 24  | «Чорноморець»         | 0:0Протокол |
| 3   | «Верес»               | 2:1Протокол | 15  | «Карпати»              | 3:1Протокол | 25  | «Кривбас»             | 0:0Протокол |
| 4   | «Темп» (Шепетівка)    | 1:0Протокол | 16  | «Шахтар»               | 2:1Протокол | 26  | «Торпедо» (Запоріжжя) | 0:0Протокол |
| 5   | «Буковина»            | 0:1Протокол | 17  | «Металург» (Запоріжжя) | 7:0Протокол | 27  | «Нива» (Вінниця)      | 2:1Протокол |
| 6   | «Волинь»              | 1:0Протокол |     |                        |             | 28  | «Зоря-МАЛС»           | 0:0Протокол |
| 7   | «Зоря-МАЛС»           | 0:3Протокол |     |                        |             | 29  | «Волинь»              | 1:2Протокол |
| 8   | «Нива» (Вінниця)      | 1:0Протокол | 18  | «Металург» (Запоріжжя) | 1:2Протокол | 30  | «Буковина»            | 4:2Протокол |
| 9   | «Торпедо» (Запоріжжя) | 1:1Протокол | 19  | «Шахтар»               | 2:1Протокол | 31  | «Темп» (Шепетівка)    | 3:2Протокол |
| 10  | «Кривбас»             | 2:1Протокол | 20  | «Карпати»              | 1:1Протокол | 32  | «Верес»               | 3:1Протокол |
| 11  | «Чорноморець»         | 2:1Протокол | 21  | «Кремінь»              | 0:0Протокол | 33  | «Динамо»              | 2:0Протокол |
| 12  | «Нива» (Тернопіль)    | 3:1Протокол | 22  | «Таврія»               | 2:0Протокол | 34  | «Металіст»            | 3:1Протокол |

Примітка

Блакитним кольором виділені домашні ігри.

### Турнірна таблиця
| Місце | Команда       | Ігор | В  | Н | П  | РМ    | Очок |
| ----- | ------------- | ---- | -- | - | -- | ----- | ---- |
| 3     | «Чорноморець» | 34   | 20 | 8 | 6  | 52-23 | 48   |
| 4     | «Дніпро»      | 34   | 16 | 9 | 9  | 53-35 | 41   |
| 5     | «Карпати»     | 34   | 16 | 8 | 10 | 37-30 | 40   |

## Кубок України

### Виступи
| Раунд       | Команда               | Рахунок                 |
| ----------- | --------------------- | ----------------------- |
| 1/16 фіналу | «Металург» (Нікополь) | 3:1Протокол 4:0Протокол |
| 1/8 фіналу  | «Нива» (Вінниця)      | 0:2Протокол 4:1Протокол |
| 1/4 фіналу  | «Чорноморець»         | 0:3Протокол 0:1Протокол |

## Кубок УЄФА

### Виступи
| Раунд       | Команда       | ДМ  | ВМ  | Загальний рахунок |
| ----------- | ------------- | --- | --- | ----------------- |
| 1/32 фіналу | Адміра-Ваккер | 1:0 | 2:3 | 4:2               |
| 1/16 фіналу | Айнтрахт      | 1:0 | 2:0 | 1:2               |